# Louis Pevernagie
Karel Lodewijk Pevernagie aussi connu sous le nom de Louis Pevernagie est est un artiste-peintre belge expressionniste puis abstrait né le 22 septembre 1904 à Heldergem et mort en 1970.

## Biographie
Louis Pevernagie, né le 22 septembre 1904, est le fils de Edmond Pevernagie, ouvrier, et de Maria Francisca Van Melckebeke, couturière. Il se marie à trente ans et a deux enfants.
Il commence sa carrière de peintre pendant ses études. Il est diplômé pour l’enseignement de dessin en 1924. Il est, au début de sa carrière, un peintre expressionniste. Il expose avec les expressionnistes Gust Desmet, Hubert Malfait, Albert Saverys et Maurice Schelck. Il se distingue par une ardeur intense et des tonalités chaudes. On peut distinguer chez lui les qualités de pâte et de composition qu'on reconnaît chez les chefs de file de l'École de Laethem-Saint-Martin. Les paysages des Ardennes flamandes sont l'inspiration pour un certain nombre de ses peintures en restituant une image de la vie rurale flamande.
Après la Seconde Guerre mondiale, il s'installe à Uccle (près de Bruxelles). Il se tourne alors vers l'abstraction. Au cours de cette période, il maintient la puissance et la vigueur de son tempérament artistique. Ses idées et visions sont exprimées sur la toile et sur le papier, mais également dans les médias, en tant que journaliste à l'agence de presse Belga. Il est mort à Uccle en 1970.

## Œuvre

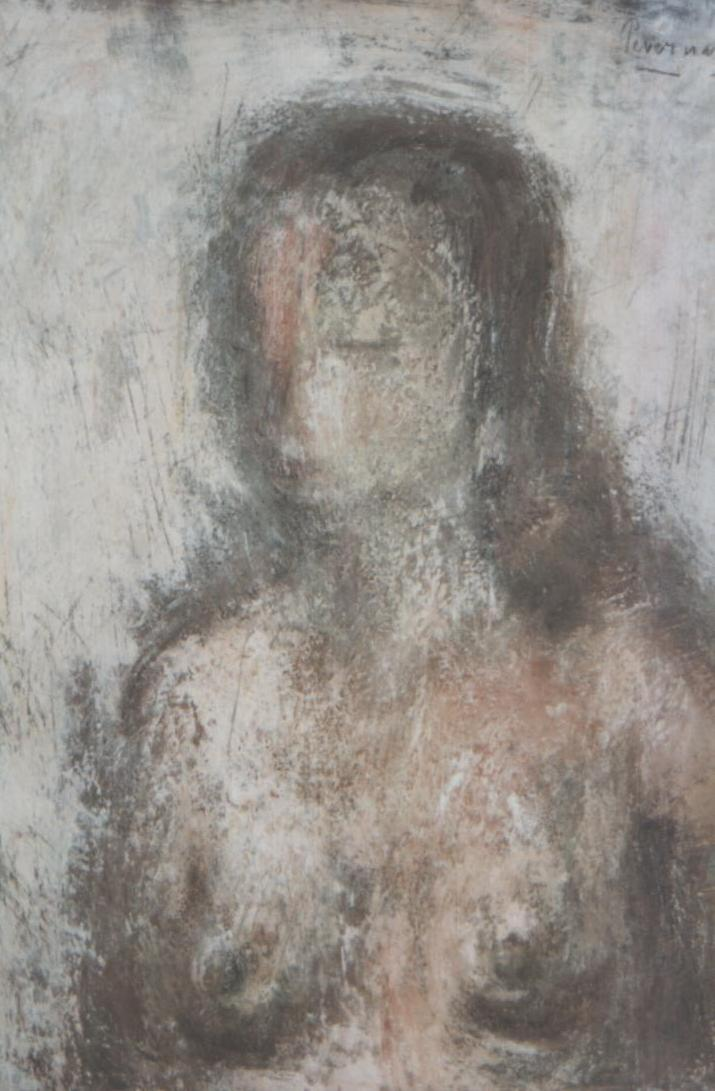
Louis Pevernagie

Il utilise principalement des couleurs chaudes avec une expression vibrante. Puisqu’il était constamment à la recherche de la lumière on pourrait le classifier parmi les « luministes ». Il essaie de trouver un équilibre parfait entre l'ombre et la lumière et conçoit ses peintures avec intensité et vigueur. Son approche est en même temps rugueuse et subtile. Il applique cette approche contrastée à une gamme de sujets comme des fermiers au travail, des paysages, des intérieurs, des nus, des fleurs et des natures mortes. 